# At Last!
At Last! (рус. Наконец-то!) — дебютный студийный альбом американской блюзовой и соул-певицы Этты Джеймс, выпущенный в 1960 году на лейбле Argo Records.
В 2012 году альбом разместился под #119 в списке 500 величайших альбомов всех времён по версии журнала Rolling Stone.

## История
Оригинальная версия At Last! была издана в формате 12-inch LP, которая состояла из десяти треков, с пятью песнями на каждой стороне. С альбома были выпущены четыре сингла, попавшие в R&B и поп-чарты в период между 1960 и 1961 годами: «All I Could Do Was Cry», «Trust in Me», «At Last» и «My Dearest Darling». Альбом содержит кавер-версии поп и джаз-стандартов, таких как «Stormy Weather» и «A Sunday Kind of Love», а также «I Just Want to Make Love to You». At Last! прошёл цифровой ремастеринг и был переиздан 27 июля 1999 года под лейблами MCA/Chess с четырьмя дополнительными бонус-треками, записанными в дуэте с Харви Фукуа.

## Отзывы критиков
С момента выпуска, At Last! получил высокую оценку от многих музыкальных критиков.

## Список композиций
| №  | Название                      | Автор(ы)                                               | Длительность |
| -- | ----------------------------- | ------------------------------------------------------ | ------------ |
| 1. | «Anything to Say You're Mine» | Sonny Thompson                                         | 2:33         |
| 2. | «My Dearest Darling»          | Eddie Bocage, Paul Gayten                              | 3:00         |
| 3. | «Trust in Me»                 | Milton Ager, Jean Schwartz, Ned Weaver                 | 2:57         |
| 4. | «A Sunday Kind of Love»       | Barbara Belle, Anita Leonard, Louis Prima, Stan Rhodes | 3:14         |
| 5. | «Tough Mary»                  | Lorenzo Manley                                         | 2:24         |

| №   | Название                          | Автор(ы)                                  | Длительность |
| --- | --------------------------------- | ----------------------------------------- | ------------ |
| 6.  | «I Just Want to Make Love to You» | Willie Dixon                              | 3:04         |
| 7.  | «At Last»                         | Mack Gordon, Harry Warren                 | 2:57         |
| 8.  | «All I Could Do Was Cry»          | Billy Davis, Gwen Fuqua, Berry Gordy, Jr. | 2:53         |
| 9.  | «Stormy Weather»                  | Harold Arlen, Ted Koehler                 | 3:05         |
| 10. | «Girl of My Dreams»               | Sunny Clapp                               | 2:20         |

| №   | Название                                       | Автор(ы)             | Длительность |
| --- | ---------------------------------------------- | -------------------- | ------------ |
| 11. | «My Heart Cries» (featuring Harvey Fuqua)      | H. Fuqua, Etta James | 2:36         |
| 12. | «Spoonful» (featuring Harvey Fuqua)            | Dixon                | 2:50         |
| 13. | «It's a Crying Shame» (featuring Harvey Fuqua) | Fuqua, James         | 2:54         |
| 14. | «If I Can't Have You» (featuring Harvey Fuqua) | Fuqua, James         | 2:50         |

## Позиции в чартах

### Альбом
| Год  | Чарт       | Позиция |
| ---- | ---------- | ------- |
| 1961 | Pop Albums | 68      |

### Синглы
| Год  | Сингл                    | Чарт        | Позиция |
| ---- | ------------------------ | ----------- | ------- |
| 1960 | «All I Could Do Was Cry» | R&B Singles | 2       |
| 1960 | «All I Could Do Was Cry» | Pop Singles | 33      |
| 1960 | «My Dearest Darling»     | R&B Singles | 5       |
| 1960 | «My Dearest Darling»     | Pop Singles | 34      |
| 1961 | «At Last»                | R&B Singles | 2       |
| 1961 | «At Last»                | Pop Singles | 47      |
| 1961 | «Trust in Me»            | R&B Singles | 4       |
| 1961 | «Trust in Me»            | Pop Singles | 30      |